# Nicolae Ghircoiaș
Nicolae Ghircoiaș, a fost colonel de Miliție, director al Institutului de Criminalistică din Inspectoratul General al Miliției, cu sediul la București.

## Rolul jucat în Revoluția română din 1989
În timpul revoluției din decembrie 1989 a luat parte la acțiunile de colectare a dovezilor din Timișoara, apoi a activat în București. 
În noaptea de 18-19 decembrie 1989, din ordinul generalului Nuță Constantin a participat, împreună cu alți ofițeri și funcționari de stat în Operațiunea „Trandafirul”. În cadrul acestei operațiuni, 43 de cadavre au fost ridicate din morga Spitalului Județean din Timișoara, transportate la București cu o mașină frigorifică, și incinerate la crematoriul „Cenușa”. Apoi, cenușa rămasă după incinerare a fost strânsă în patru tomberoane de gunoi, și aruncată într-un canal pe raza comunei Popești-Leordeni (județul Ilfov)[necesita dovezi].
Colonelul Ghircoiaș avea sarcina să coordoneze activitatea de selectare a cadavrelor în morga spitalului județean din Timișoara, întrucât el a vizitat spitalul și mai înainte, și avea informații despre cauzele morții. Scopul era selectarea cadavrelor celor care au participat la acțiunile de protest de cele ale bolnavilor care au murit din cauze patologice. După îmbarcarea celor 43 de cadavre, așezate în saci de plastic, conform normelor sanitare in vigoare la data respectiva, în mașina autofrigorifică, Colonelul Ghircoiaș a colectat toate documentele necesare din evidența spitalului conform cu ordinele primite de la generalul Nuță Constantin. Acestea reprezentau probe criminalistice ce urmau sa fie folosite in dosarele penale ulterioare.
În cadrul unei conferințe care s-a desfășurat în amfiteatrul mare al Facultății de Medicină din București, având ca subiect „Decembrie 1989 în spitalele din București”. Unul dintre participanți, prof. univ. dr. Nicolae (Nae) Constantinescu, membru al Academiei de Medicină și al Academiei Oamenilor de Știință, medic chirug la Spitalul Colțea, a mentionat, că pe data de 1 sau 2 ianuarie 1990 a apărut la Spitalul Colțea colonelul Ghircoiaș, și a luat cu el circa 40 de cartușe extrase chirurgical din rănile pacienților internați în zilele revoluției. Aceste gloanțe sau rămășițe de gloanțe (unele explozive) erau probe criminalistice, și colonelul Nicolae Ghircoias in calitatea sa de director al Institutului de Criminalistică le-a preluat in inventar conform ordinelor primite de la superiorii sai, mai exact - direct de la generalul Nuță Constantin.
Profesorul Andrei Firică, director în 1989 al Spitalului de Urgență Floreasca din București a relatat, că la camera de gardă a spitalului au fost aduse în zilele Revoluției mai multe persoane cu răni ușoare, suspectate că ar fi teroriști. Conducerea spitalului a fost rugată întâi să nu-i lase pe ziariști la patul teroriștilor, apoi a venit la spital colonelul Ghircoiaș, care i-a adunat pe toți suspecții de acțiuni teroriste și i-a îmbarcat într-un autobuz, cu destinația spitalul închisorii din Jilava. Autobuzul nu a mai ajuns la Jilava, terorișii au disparut apoi fara urmă. Conform afirmațiilor medicului chirurg Nicolae Constantinescu, același lucru s-a repetat și la Spitalul Colțea.
Colonelul Nicolae Ghircoiaș a beneficiat de amnistia dată prin Decretul nr. 3/1990 de Ion Iliescu (fiindu-i iertată infracțiunea comisă în perioada revoluției de favorizare a infractorului). A fost ulterior condamnat la 4 ani închisoare, cu constatarea că pedeapsa este în întregime grațiată prin Decretul-Lege nr. 23/1990.

## Legături externe
- Operațiunea "Trandafirul", dispariția morților Timișoarei[nefuncțională]
, 11 noiembrie 2009, Andreea Tudorica, Jurnalul Național -
- 19 ANI DE INDIFERENȚĂ/Cenușa eroilor, la canal Arhivat în 31 decembrie 2011, la Wayback Machine., 23 decembrie 2008, Dorian Cobuz, Alexandru Boariu, Jurnalul Național
- procesulcomunismului.com
- procesulcomunismului.com
- Soluția finală: crematoriul[nefuncțională]
, 1 decembrie 2009, Andreea Tudorica, Vasile Surcel, Jurnalul Național